# 落日の砂丘
『落日の砂丘』（らくじつのさきゅう）は宝塚歌劇団のミュージカル作品。花組公演。
1963年7月2日から7月31日まで宝塚大劇場（東京宝塚劇場未公演）で公演。
形式名は「ミュージカル・ドラマ」。2場。
併演作品は『虹のオルゴール工場』。

## 物語
※『宝塚歌劇100年史（舞台編）』の宝塚大劇場公演のページを参照した。
神代の時代。出雲国の兄弟、武日照命と天若日子命（演：甲にしき）は、国を守る考え方に深い溝があった。対立する大和国を抑えるために、弟に「玉依媛（演：夏亜矢子）を囮にして大和国へ行け」という策略を命じる兄であったが、玉依媛は天若日子命の恋人であった。逃亡を企てる二人の前に無慈悲な兄が立ちふさがる。

## スタッフ
- 作・演出：植田紳爾[1]
- 音楽：寺田瀧雄[2]、吉崎憲治[2]
- 音楽指揮：野村陽児[2]
- 振付：花柳寛[2]
- 装置：黒田利邦[2]
- 衣装：小西松茂[2]
- 照明：黒田利邦[3]
- 音響・録音：松永浩志[3]
- 効果：村上茂[3]
- 演出助手：阿古健[3]